# Friedrich Radinger
Friedrich Radinger (* 12. September 1954 in Scheibbs, Niederösterreich) ist ein österreichischer Manager.
Radinger studierte an der Wirtschaftsuniversität Wien. Er war von 1980 bis 1984 bei der Kronen Zeitung tätig, von 1984 bis 1987 Geschäftsführer bei der ganzen Woche. Im Jahr 1987 gründete er die Wirtschaftszeitung Option, 1989 war er Mitbegründer des Tageszeitungs-Fernsehsupplements tele. Von 1988 bis 1998 war er Geschäftsführer des tele-Zeitschriftenverlages. Von 1998 bis 2001 war er Geschäftsführer bei max.mobil. Telekommunikation, ab 2001 Geschäftsführer des deutschen Unternehmens T-Online International.
| Personendaten    | Personendaten              |
| ---------------- | -------------------------- |
| NAME             | Radinger, Friedrich        |
| KURZBESCHREIBUNG | österreichischer Manager   |
| GEBURTSDATUM     | 12. September 1954         |
| GEBURTSORT       | Scheibbs, Niederösterreich |